# Stanisław Broniewski

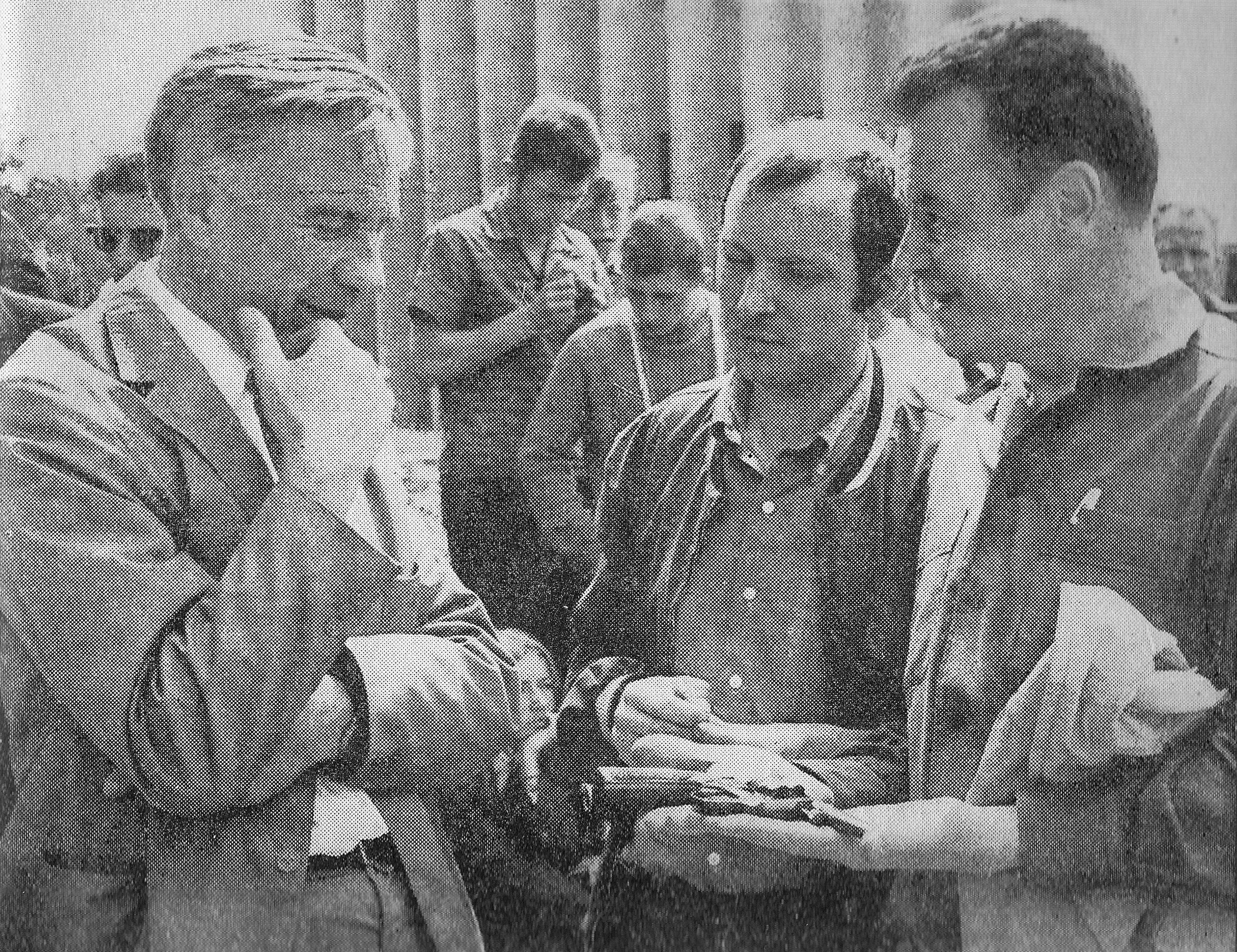
Stanisław Broniewski (z lewej) i Jerzy Wolen na planie filmu Strzały pod Arsenałem (1969)

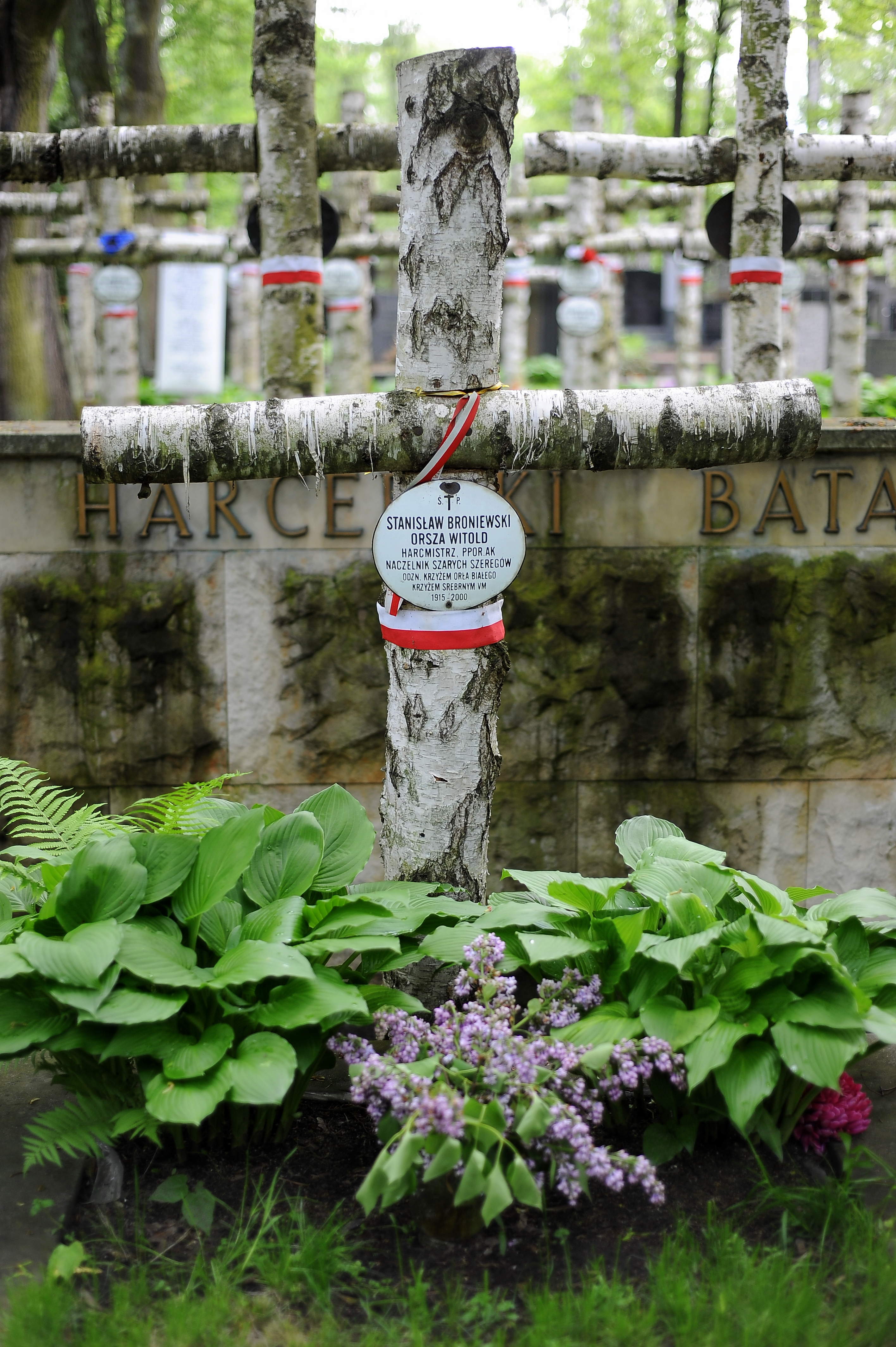
Grób Stanisława Broniewskiego na warszawskim cmentarzu Wojskowym na Powązkach

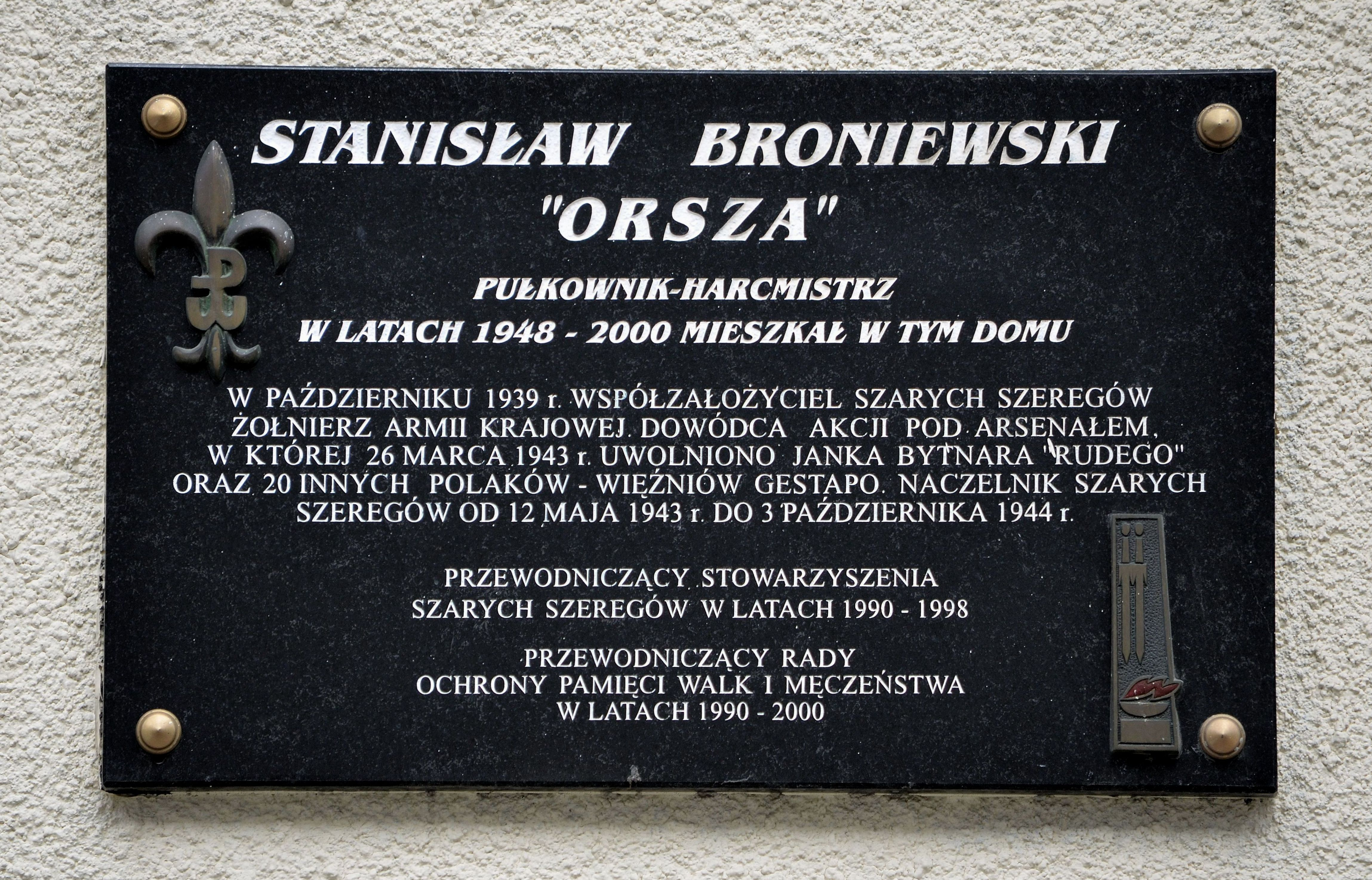
Tablica pamiątkowa przy ul. Grażyny 22

Stanisław Broniewski, ps. Orsza, Witold, K. Krzemień (ur. 29 grudnia 1915 w Warszawie, zm. 30 grudnia 2000 w Wesołej) – polski ekonomista, naczelnik Szarych Szeregów, harcmistrz, podporucznik w  czasie II wojny światowej. Kawaler Orderu Orła Białego.

## Życiorys
Syn Witolda, pracownika Warszawskiej Izby Skarbowej, kierownika Departamentu Obrotu Pieniężnego w Ministerstwie Skarbu prezesa zarządu Banku Spółek Zarobkowych, i Anny z Orłowskich.
Po ukończeniu szkoły powszechnej w 1928 rozpoczął naukę w Gimnazjum i Liceum Męskim im. Adama Mickiewicza i wstąpił do Związku Harcerstwa Polskiego – 3 Warszawskiej Drużyny Harcerzy im. ks. J. Poniatowskiego. W maju 1934 zdał maturę. Naukę kontynuował w Poznaniu, dokąd służbowo przeniesiono jego ojca. Studiował na Wydziale Prawno-Ekonomicznym Uniwersytetu Poznańskiego. W 1938 uzyskał tytuł magistra ekonomii i rozpoczął przewód doktorski.
Podczas studiów poznał Floriana Marciniaka, który wciągnął go do pracy w komendzie Chorągwi Wielkopolskiej Harcerzy. Uczestniczył w działalności Akademickiego Koła Harcerskiego im. Heliodora Święcickiego (AKAHA), zrzeszającego harcerską młodzież akademicką. 
Podczas obrony Warszawy we wrześniu 1939 współorganizator Pogotowia Harcerzy, którego komendantem był Florian Marciniak. W czasie okupacji niemieckiej działał w Szarych Szeregach. W październiku 1939 utworzył konspiracyjną 3 Warszawską Drużynę Harcerzy, która stanowiła zaczątek hufca Trzy Krzyże (TK). Od grudnia pracował w komendzie Warszawskiej Chorągwi Harcerzy. W 1941 mianowany harcmistrzem. Od maja 1941 był komendantem Okręgu Południowego w Chorągwi Warszawskiej i organizacji Wawer, w okresie od września 1941 do 1943 komendant Chorągwi Warszawskiej Harcerzy (Ul „Wisła”), od października 1941 do czerwca 1942 brał udział w pierwszym turnusie Kursu Szkoły Podchorążych Rezerwy Piechoty ZWZ-AK. Od lutego do maja 1943 komendant Grup Szturmowych w Warszawie. Dowódca akcji pod Arsenałem. Po aresztowaniu Floriana Marciniaka w maju 1943 do października 1944 był naczelnikiem Szarych Szeregów. 
Uczestnik powstania warszawskiego. Następnie po jego upadku jeniec obozu w Bergen-Belsen. Od 1945 komendant Harcerstwa wśród Polaków w Niemczech.
Do kraju powrócił w marcu 1946. W latach 1946–1948 pełnił funkcję wicedyrektora departamentu w Centralnym Urzędzie Planowania. Później został zatrudniony jako urzędnik w PSS „Społem”. W grudniu 1956 wziął udział w Krajowej Naradzie Działaczy Harcerskich, tzw. Zjeździe Łódzkim. Wszedł wówczas do Naczelnej Rady Harcerskiej ZHP, w której pozostał do 1958. Wraz z grupą działaczy katolickich miał zamiar kandydować do Sejmu w wyborach parlamentarnych w 1957, jednak jego nazwisko zostało skreślone przez władze PZPR.
Zajął się następnie pracą naukową. Obronił doktorat i uzyskał habilitację z ekonomii urbanistyki. W 1966 został docentem na Uniwersytecie Łódzkim. Był wykładowcą i ekspertem z zakresu urbanistyki i ekonomii, autorem wielu prac z tych dziedzin.
W 1986 był konsultantem filmu dokumentalnego Szare Szeregi w reżyserii Wiktora Skrzyneckiego. W 1989 został przewodniczącym Krajowego Komitetu Odrodzenia ZHP, w okresie 1990–2000 był przewodniczącym Rady Ochrony Pamięci Walk i Męczeństwa. Był członkiem Rady Kombatantów i Osób Represjonowanych, kanclerzem Kapituły Orderu Orła Białego i członkiem Kapituły Orderu Virtuti Militari. 
Współzałożyciel Związku Harcerstwa Rzeczypospolitej, w latach 90. działał na rzecz zjednoczenia polskiego harcerstwa.
Pełnił funkcję Honorowego Przewodniczącego Stowarzyszenia Szarych Szeregów. W kwietniu 1992 otrzymał Honorowe Obywatelstwo miasta stołecznego Warszawy, był też honorowym obywatelem Poznania. Zmarł po długiej chorobie 30 grudnia 2000, w Wesołej w wieku 85 lat.
Pogrzeb Stanisława Broniewskiego odbył się 9 stycznia 2001 na cmentarzu Wojskowym na Powązkach w Warszawie. Został pochowany w kwaterze Harcerskiego Batalionu Armii Krajowej „Zośka” (20A-1-12).

## Książki
Autor wielu prac z historii harcerstwa okresu okupacji, m.in.:
- Akcja pod Arsenałem, (1983) ISBN 83-05-11161-X
- Całym życiem. Szare Szeregi w relacji naczelnika (1983), ISBN 83-01-04269-9
- Florian Marciniak. Naczelnik Szarych Szeregów (1988), ISBN 83-01-08721-8
- O prawie harcerskim, (1984),
- To nie takie proste: moje życie, (2001), ISBN 83-86747-72-2
- Trójka: zapiski o ludziach i wydarzeniach z dziejów 3 Warszawskiej Drużyny Harcerzy im. Xięcia Józefa Poniatowskiego, (2004), ISBN 83-920884-0-9.

## Ordery i odznaczenia
- Order Orła Białego (1995)
- Krzyż Srebrny Orderu Virtuti Militari (1959)
- Złoty Krzyż Zasługi (1973)
- Srebrny Krzyż Zasługi z Mieczami
- Krzyż Armii Krajowej (1979)
- Krzyż Partyzancki (1994)
- Warszawski Krzyż Powstańczy (1995)
- Medal Wojska (czterokrotnie)
- Medal za Warszawę 1939–1945
- Odznaka pamiątkowa Akcji „Burza”
- Krzyż „Za Zasługi dla ZHP” z Rozetą i Mieczami
- Złota Odznaka Polskiego Towarzystwa Ekonomicznego
- Złota Odznaka Towarzystwa Urbanistów Polskich
- Brązowa Odznaka „Za Odbudowę Warszawy”
- Złota odznaka honorowa „Za Zasługi dla Warszawy” (1978)[11]
- Odznaka Honorowa Szkoły Podchorążych Rezerwy Piechoty ZWZ-AK
- Odznaka „Zasłużony Pracownik Łączności”
- Honorowy Obywatel Warszawy
- Honorowy Obywatel Poznania (1995)

Był Kanclerzem Kapituły Orderu Orła Białego i członkiem Kapituły Orderu Virtuti Militari.

## Upamiętnienie
- W maju 2009 imię Stanisława Broniewskiego „Orszy” nadano skwerowi położonemu pomiędzy między ulicami: Różaną, Puławską i gen. J. Dąbrowskiego w Warszawie[12].
- Tablica pamiątkowa na kamienicy przy ul. Grażyny 22 w Warszawie, w której w latach 1948–2000 mieszkał Stanisław Broniewski.
- W czerwcu 2001 imię Broniewskiego nadano Szkole Podstawowej w Wałdowie Szlacheckim[13].
- W filmie Akcja pod Arsenałem (1977) w jego rolę wcielił się Jan Englert (sam Broniewski był konsultantem tego filmu), z kolei w filmie Kamienie na szaniec (2014) zagrał go Wojciech Zieliński.